# Dasseborg
Dasseborg är den fiktiva stad där TV4:s barnprogram Doktor Mugg tilldrar sig. När Dasseborg nämns visas ett foto av en stad med texten "DASSEBORG" tillsammans med en dramatisk ljudillustration. Bilden är en vy över centrala Karlskrona tagen på ett par kilometers avstånd, från en utsiktspunkt på Bryggareberget med utsikt över Karlskrona och dess omgivande öar. På berget finns ett vattentorn, en TV-mast och en servering.